# キム・ソリ
キム・ソリ（1985年2月2日 -  ）は大韓民国の歌手。現在はSORI名義で活動中。 2009年 シングル『Lip(アルバム)『を発売して歌手としてのデビューをしたが、タイトル曲〈唇が本当に〉が「青少年有害媒体物」と判定されて星活動をすることができず早期に折らなければならなかった。

## 出身学校
- 桂園芸術高校
- サンミョン大学 ダンス学士

## CD
- 2010 Hip Girl アルバム

シングル
- 2009 Lip (レコード)
- 2009 Disco Party*1982
- 2009 燃えた
- 2010 Black Sun (レコード)
- 2011 心臓が踊る
- 2013 Dual Life

## テレビ番組
- 2010 KBS 青春不敗

### ドラマ
- 出動ケイキャップ》 (才能TV、2015年) - ステラ役
- 《ルガル》 (OCN, 2020年) - ジャズバボーカル役